# Adicella enone
Adicella enone är en nattsländeart som beskrevs av Schmid 1994. Adicella enone ingår i släktet Adicella och familjen långhornssländor. Inga underarter finns listade i Catalogue of Life.